# فایستنو

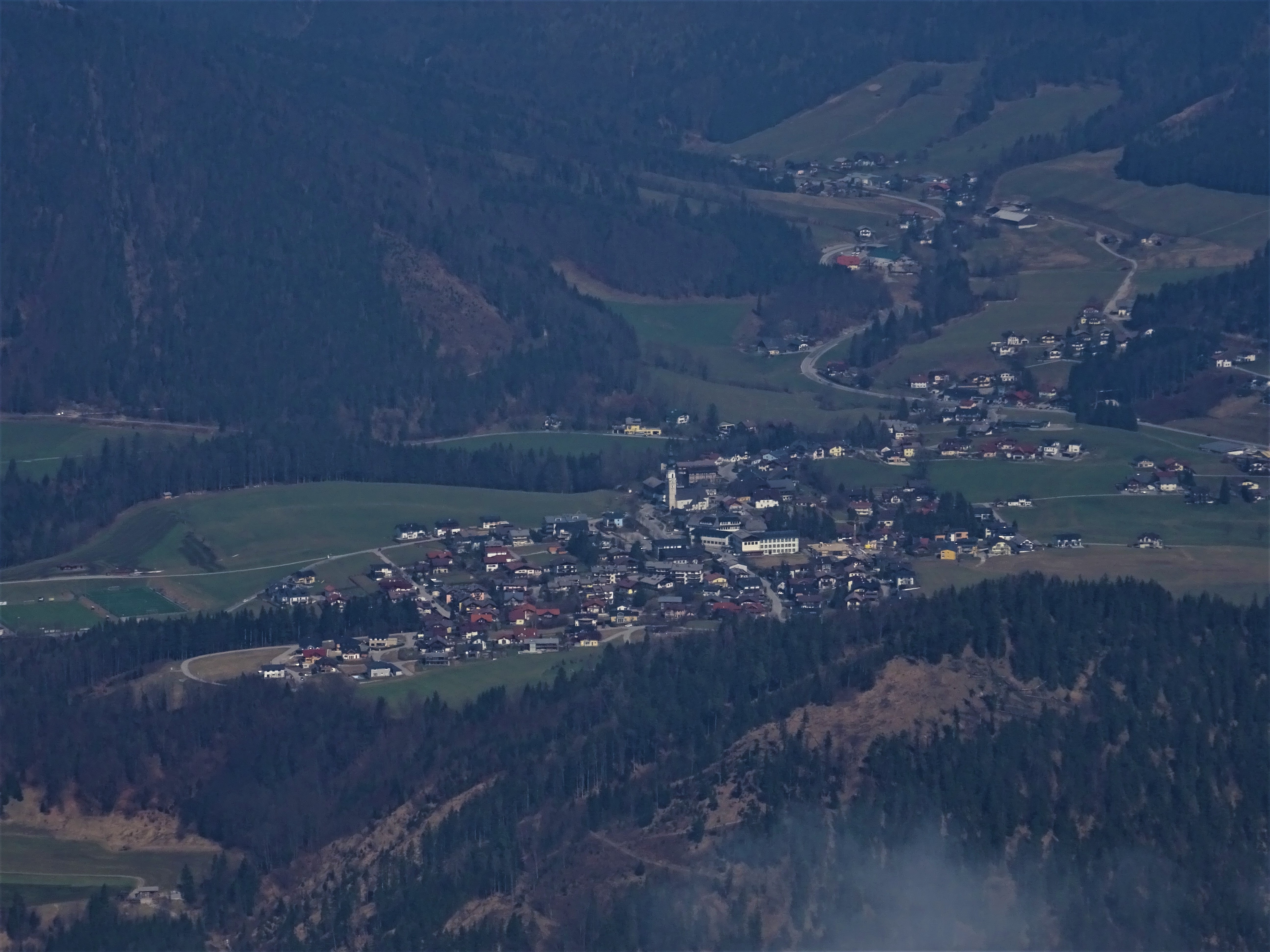
فایستنو

فایستنو (به آلمانی: Faistenau) یک منطقهٔ مسکونی در اتریش است که در ناحیه زالتسبورگ-اومگه‌بونگ واقع شده‌است. فایستنو ۵۱٫۲۳ کیلومتر مربع مساحت دارد ۷۸۴ متر بالاتر از سطح دریا واقع شده‌است.